# سفالگری

سفالگری با چرخ سفالگری در لالجین همدان

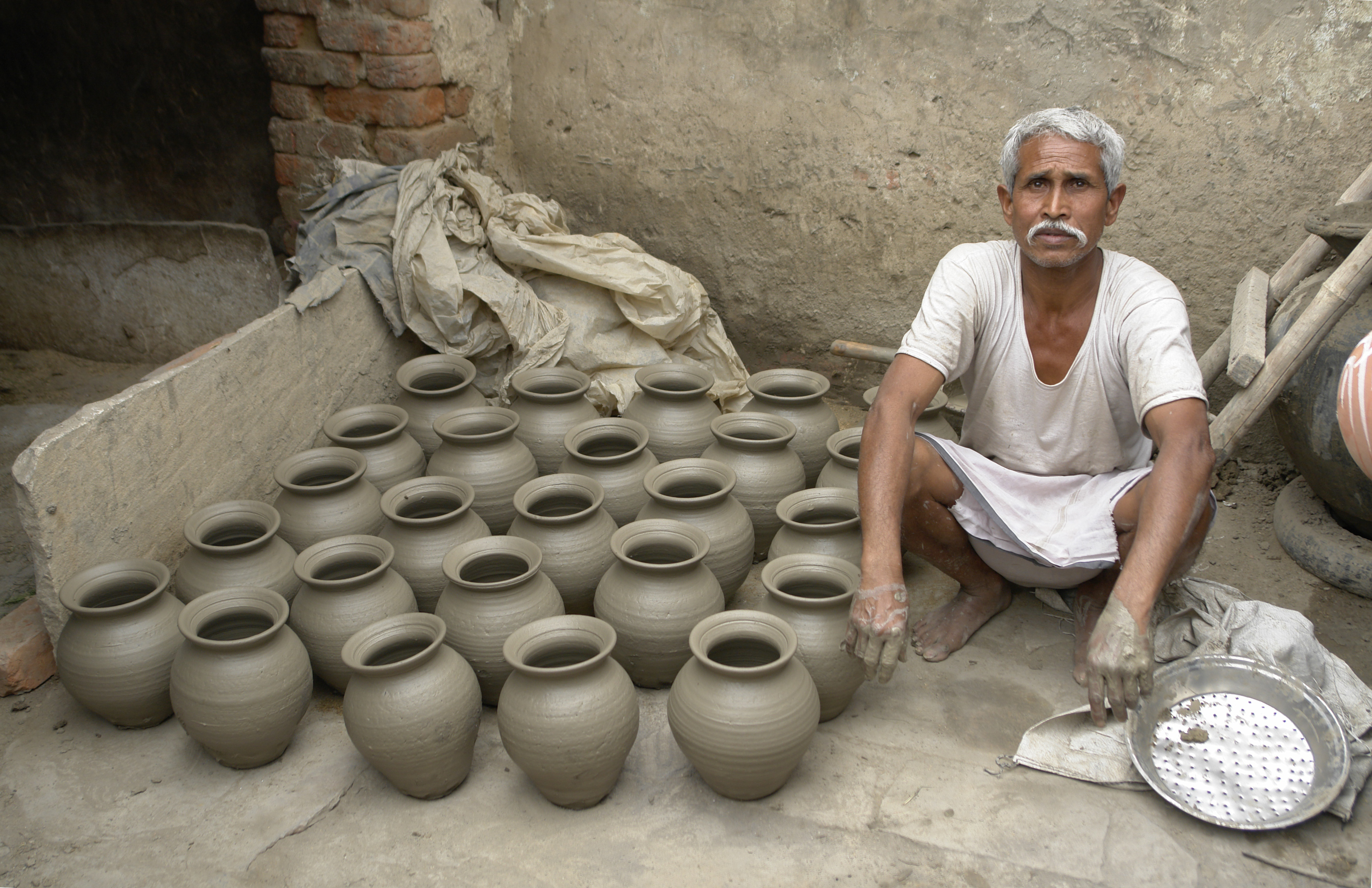
سفال‌گر هندی به همراه سفال‌های خام

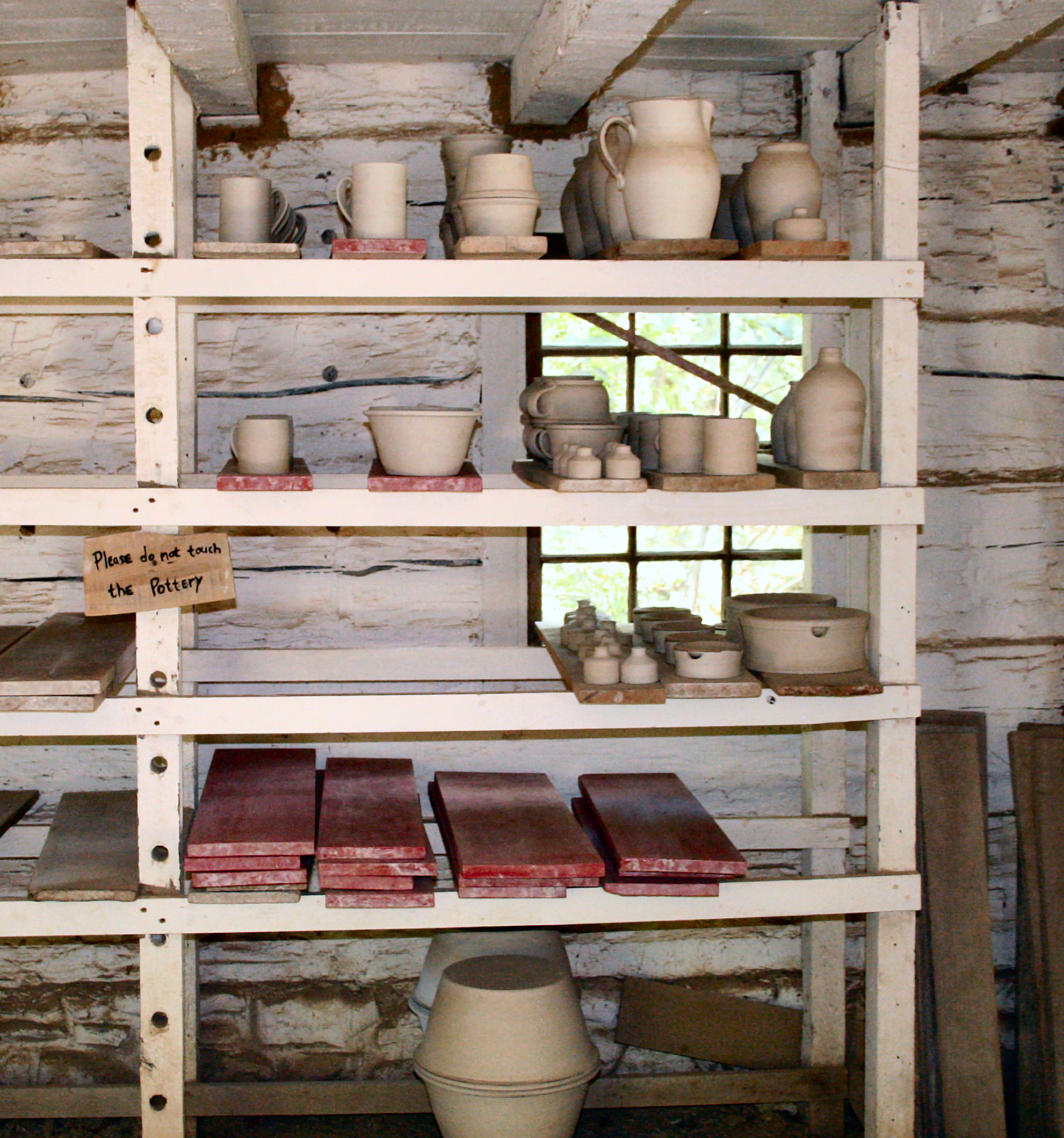
ظرف‌های سفالی در موزه تاریخ زندگی کانر پریری

سُفالگری ساختن ظروف با گِلِ رس است و به ظرف ساخته شده از این طریق سفال می‌گویند. از مشهورترین سفالینه‌ها می‌توان به کوزه و پیاله سفالین اشاره کرد. پیش از رواج شیشه سفالینه‌ها رایج‌ترین مظروفات بشر بودند. مرغوب‌ترین خاک در صنعت سفالگری خاک رس می‌باشد که به دلیل وجود مقادیر بالای آهن در آن، به رنگ سرخ است. سفالگری از نخستین صنایع بشر است. خاستگاه آن گرچه به درستی آشکار نیست ولی از روی یافته‌های کهن، سرزمین باستانی سومر می‌دانند و البته به تازگی کشف تمدن جیرفت تردیدهایی در مورد این نظریه ایجاد کرده‌است. تمدن معروف به کنار صندل که طبق آخرین کاوش‌ها قدمت آن را به شش هزار سال پیش می‌دانند و لوحی که در جیرفت کشف شد برای مطالعه به آمریکا و فرانسه فرستاده شد که توسط استادان شیکاگو و پاریس رمزگشایی شد و نتایج نشان داد این منطقه ۳۰۰ سال از خط نوشتاری تمدن شوش قدیمی‌تر است.
ظرف‌های سفالی، شاید یکی از قدیمی‌ترین ساخته‌های انسان است. انسان‌های اولیه از آن زمان که به فکر ذخیرهٔ آب و غذا افتادند و به خاصیت چسبندگی و شکل‌گیری گل رس پی بردند ظرف‌های سفالی را به شکل‌های گوناگون ساختند.
با گذشت زمان و گسترش زندگی، سفالگری هم تکامل یافت. انسان‌های آفریننده با دست‌هایشان بر ظرف‌های گلی نقش و نگارهایی کشیدند و آن‌ها را با رنگ‌های گوناگون آراستند. در نقاطی از ایران از جمله مند گناباد، لالجین، میبد یزد، کاشان، شهرضای اصفهان، زنوز آذربایجان، کوزه کنان آذربایجان، کلپورگان سیستان و بلوچستان، جویبار مازندران و سیاهکل گیلان ظروف سفالین تهیه می‌شود.
تولید وسایل و محصولات سفال و سرامیک در هر یک از نقاط نامبرده با اختلافی اندک در نوع مواد اولیه، رنگ و طرح تهیه می‌شود و به همین دلیل محصولات هر ناحیه به خوبی قابل تشخیص از فرآورده‌های سایر نقاط است.

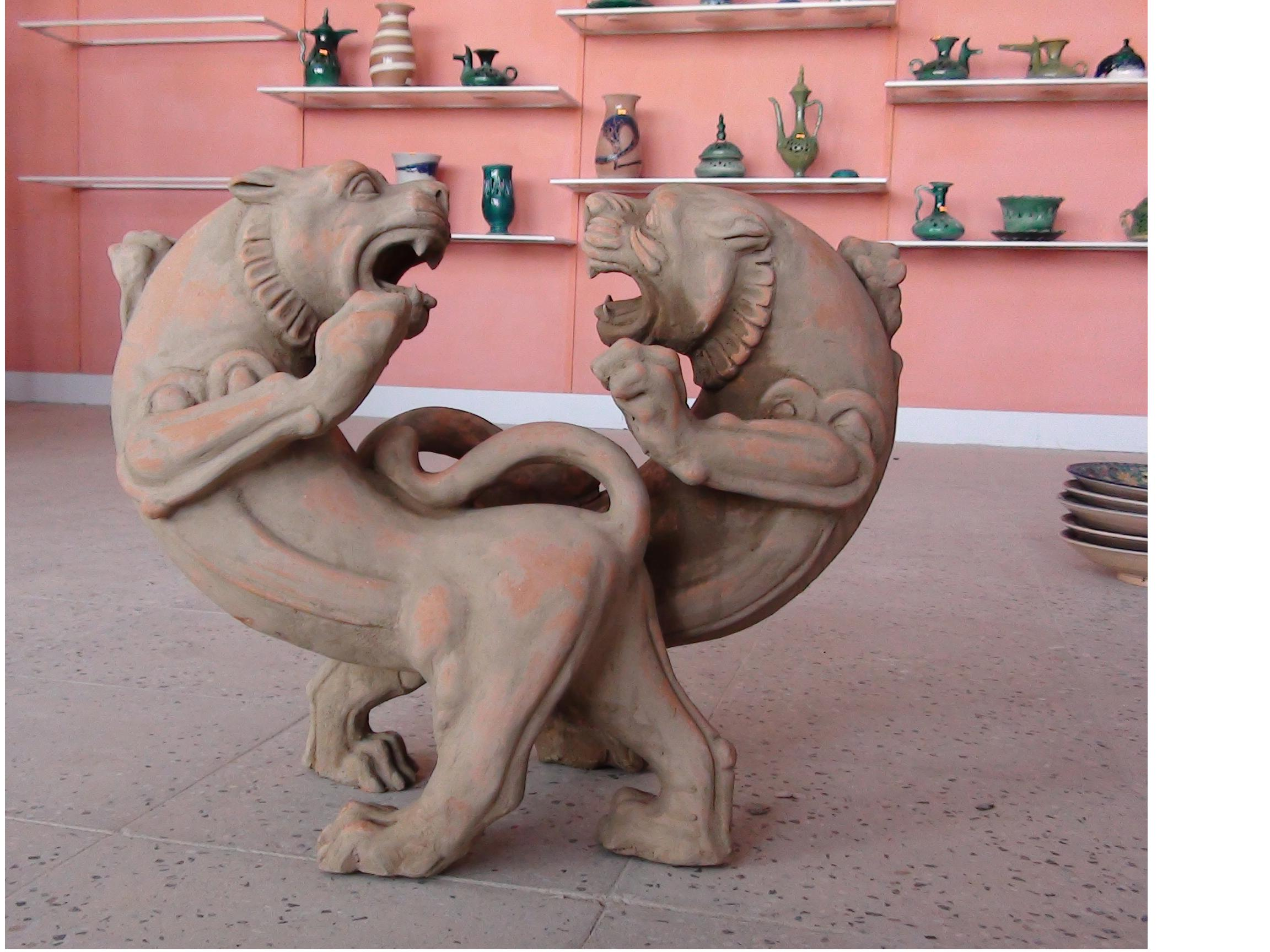
مجسمهٔ سفالی دو شیر (اثر محمود صفری‌روشن - لالجین)

## پیشینه سفالگری

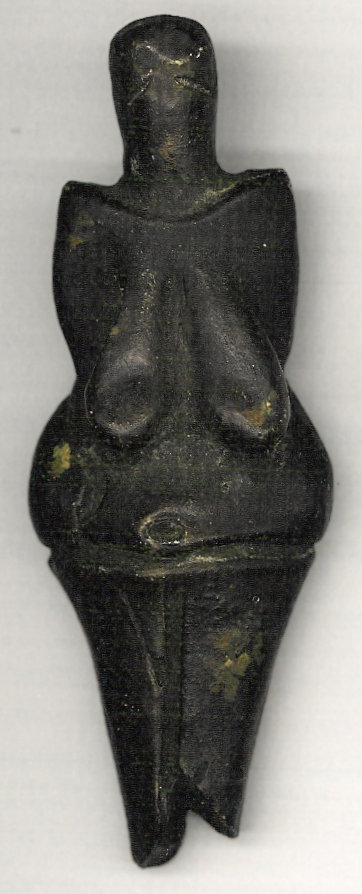
تندیس ونوس؛ نخستین اشیاء سفالی شناخته شده متعلق به سال‌های ۲۹٬۰۰۰ تا ۲۵٬۰۰۰ ق. م هستند.

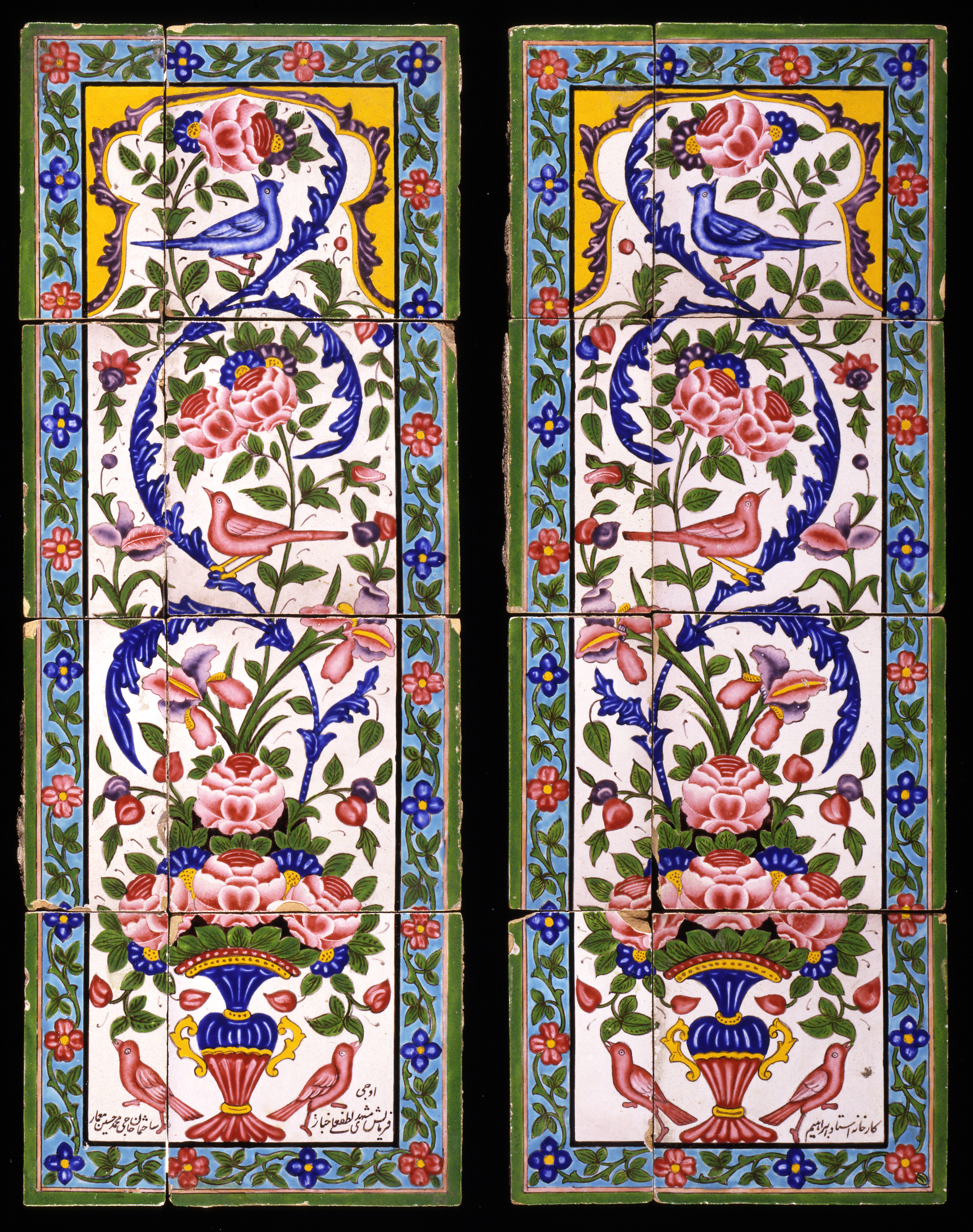
دو باریکه کاشی از جنس سفال، رنگ آمیزی شده (طرح گل و مرغ) با لعاب رنگی بر روی لعاب سفید متعلق به نیمه نخست سده ۱۹ میلادی، دورهٔ قاجار.

ساختن ظروف سفال متعلق به زمانی است که انسان در دشت زندگی می‌کرد و روستای اولیه شکل گرفته‌است و یکجانشینی بوده‌است. این ظروف معمولاً برای نگهداری مواد غذایی ساخته شده‌است. ظروف سفالی خاصیت فاسد نشدنی دارند؛ اما از سویی به دست آوردن این ظروف، امکان تعبیر و تفسیر بخش‌های مهمی از زندگی انسان‌های اولیه را فراهم آورده‌است.

### مراحل ساخت ظروف سفالی
مراحل ساخت و تحول ظروف سفالی عبارتند از:
- به وسیله دست (بدون چرخ سفالگری) که به روش‌های مختلف از جمله فتیله‌ای ساخته می‌شود.
- با چرخ سفالگری
- ساختن ظروف سفالی به شکل مجسمه یا حجم‌های ترکیبی، یعنی علاوه بر حفظ کاربری ظروف سفالی آن‌ها را به شکل مجسمه‌هایی از حیوانات یا حجم‌های ترکیبی، که نشانه نوع نگرش آن‌ها به جهان هستی است می‌ساختند. مطالعه در مورد زمان آغاز و پیدایش خط بدون بررسی نقوش حک شده روی ظروف سفالی امکان‌پذیر نبوده‌است. به ویژه ظروف مربوط به هزاره‌های ۵ و ۶ پیش از میلاد در این میان نقش غیرقابل انکاری دارد.

واقع گرایی انسان اولیه در هنر از آغاز نقاشی‌های غار تا به تصویر کشیدن گیاهان، حیوانات و انسان، بر روی ظروف سفالی تا آغاز خط و کتابت یک پروسهٔ طولانی است. تا زمانی که سفالگری دست‌ساز بوده‌است. دید واقع گرایانه به نقوش حکمفرما است؛ یعنی خط تصویر نگار علیرغم آغاز شدن از بین‌النهرین که از مصر با هیروگلیف به اوج رسیده‌است. روند تحول نقوش روی سفال که نهایتاً به اختراع خط اندیشه‌نگار یا اندیشه‌نگاشت می‌انجامد. روندی چند هزار ساله‌است که تا پیش از هزاره پیش از میلاد، یعنی زمان سفال‌های دست‌ساز بوده‌است. از اوایل هزارهٔ دوم قبل از میلاد نقوش روی سفال‌ها علاوه بر این که مشاهدات را نشان دهد. با اشارات هم همراه بوده‌اند. از هزاره دوم پیش از میلاد خط اندیشه نگار شکل گرفته‌است. خطی که رمزآلود است، خلاصه‌تر است و سریع تر نوشته می‌شود.

## پیشینهٔ سفالگری در ایران
در ایران قدمت سفالینه‌ها به بیش از ۱۰٬۰۰۰ سال می‌رسد.
قدیمی‌ترین چرخ سفالگری و کوره پخت سفال در جهان در شوش یافت شده‌است. همچنین قدیمی‌ترین ظروف سفالی منقوش مربوط به ایران است.
«در این محل (سیلک کاشان) ظروف سفالین قرمز رنگی نیز پیدا کرده‌اند که از لحاظ صنعت نسبت به ظروف پیش تا حدی کامل‌تر به نظر می‌آید و معلوم می‌شود که آن‌ها را در کوره‌های ابتدایی می‌ساختند. در هزاره چهارم پیش از میلاد مردم دشت‌نشین فلات ایران در کار زندگی پیشرفت بیشتری کردند. در قریه سیلک نموداری از آن وجود دارد، ساکنین این محل ظروف سفالین ظریف می‌ساختند و تصویر پرندگان و حیوانات وحشی را بر روی آن‌ها با رنگ سیاه منقوش می‌کردند و به تدریج این ظروف شفاف‌تر و شکل آن‌ها منظم‌تر شد، از این‌جا می‌توان حدس زد که مردم آن ناحیه جهت انجام این عمل به اختراع چرخ نائل شده بودن، چرخ آن‌ها تخته باریکی بوده‌است که بر زمین می‌گذاشته‌اند و آن را با دست می‌چرخاندند و به این ترتیب به ظروف خود شکل زیباتری می‌دادند. تاکنون شبیه این‌گونه ظروف در هیچ‌یک از کشورهای آن دوران به دست نیامده است. چنین می‌توان نتیجه گرفت که ایرانیان در این صنعت سرآمد اقوام دیگر بودند و شاید اختراع مزبور ویژه آن‌ها باشد. از ظروف سفالینی که در سیلک به دست آمده‌است تصاویر بز کوهی و اسب و خورشید و همچنین اشکال هندسی فراوان دیده می‌شود و از این اکتشافات نتیجه می‌گیریم که با وجود آنکه آهن و مفرغ در تهیه آلات و ادوات گوناگون به کار می‌رفته‌است صنایع کوزه‌گری و سفال‌سازی رونق خود را حفظ کرده‌است.»
کهنترین ظرفی که در ایران یافت شده‌است، ظرفی سیاه و دودی که همانند قدیمی‌ترین ظروف سفالی است که در جاهای دیگر پیدا شده‌است. نخستین ظرف‌های سفالی که بدست آمده و متعلق به هزارهً چهارم پیش از زایش مسیح است در میانرودان یافت شده‌است. کهنترین سفالی که در ایران یافت شده متعلق به همان دوره‌است. این ظرف دست‌ساز نسبتاً ابتدایی به دنبال خود ظرفی سرخ با لکه‌های سیاه ناشی از پخت ناقص داشت. پیشرفت فنی در حرفه کوزه‌گری سبب به وجود آمدن سبک جدیدی شد، این سبک با تغییرات و وقفه‌هایی که داشت بیش از ۲۰۰۰ سال در بعضی از مناطق فلات ایران دوام کرد.
از اوایل هزاره پیش از میلاد ما شاهد ظرف‌های سفالی ساخته شده در فلات مرکزی ایران در مناطق کوهستانی زاگرس هستیم. مانند تپه گیان و گودین تپه یا ظروف منقوش فارس و خوزستان در مناطق کوهستانی زاگرس دیده شده‌است. تنها دلیل این امر این بوده‌است: از آنجایی که زنان عمده‌ترین تولیدکنندگان سفال بوده‌اند با ازدواج به قبایل متعلق به همسران خود مهاجرت کرده و به این ترتیب تکنیک ساخت ظروف سفالی و تزیین آن را به مناطق دیگر منتقل می‌کردند.

## سفالگری در شوش

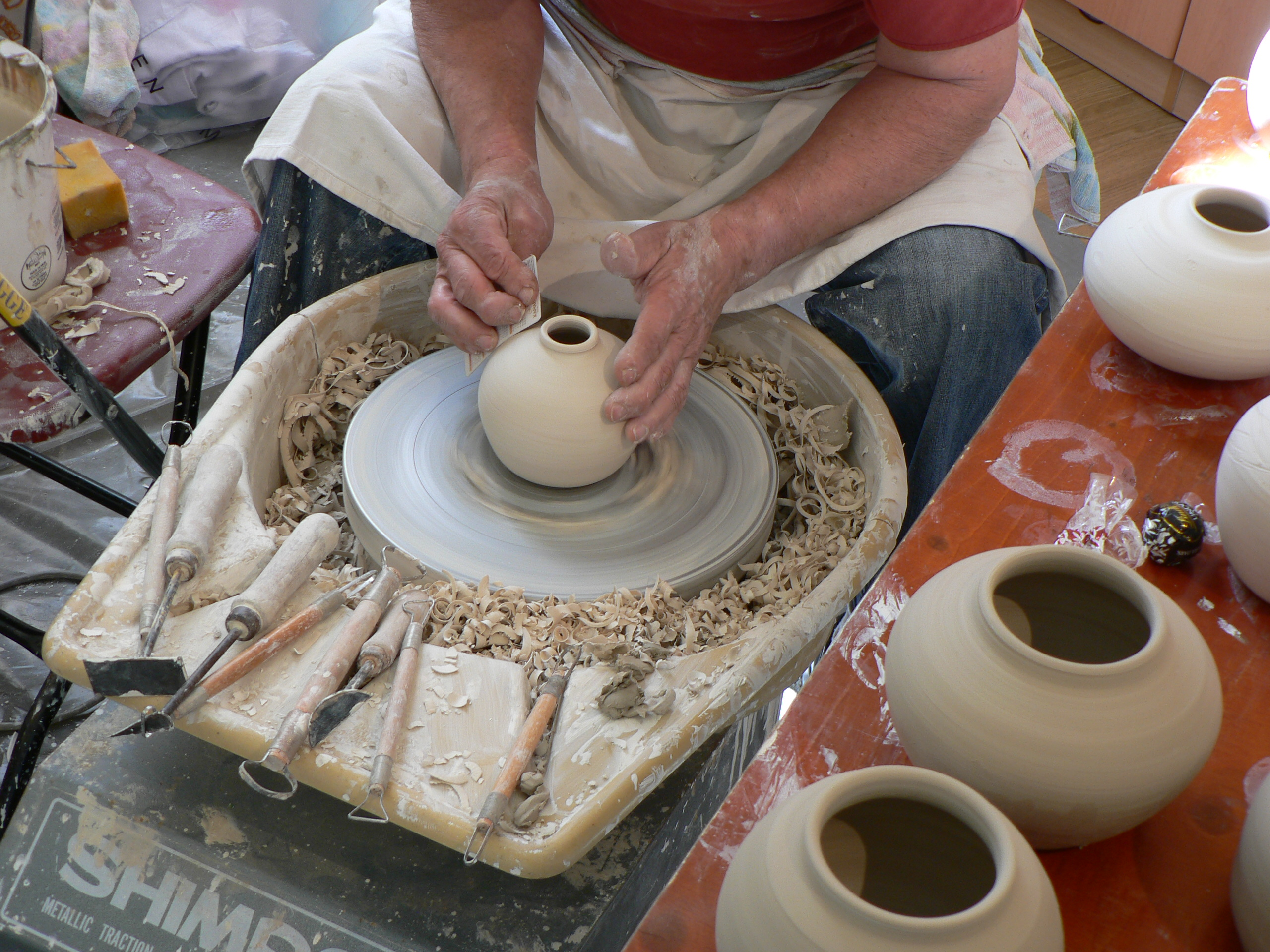
سفالگری

در شش هزار سال پیش از میلاد اولین نشانه پیدایش کوره پخت در صنعت سفال دیده می‌شود و در سه هزار و پانصد سال پیش از میلاد چرخ سفالگری ساده‌ای که با دست حرکت می‌کرد ساخته شد. پیدایش چرخ سفالگری تحوّل بزرگی را در این صنعت به وجود آورد.
از آغاز نیمه سده گذشته باستان شناسان تعداد زیادی ظروف سفالی و اشیاء دیگر در منطقه‌ای از مشرق ایران تا عراق و از قفقاز با دره سند را از زیر خاک بیرون آوردند. سفال‌های پیش از تاریخ که در این منطقه وسیع یافت شده در شیوه و سبک ساختن تقریباً با مختصر تغییر یکنواخت و در سطح فنی به طرز اعجاب‌انگیزی پیشرفته است. نخستین نمونه‌های آن از شوش در ایلام که نخستین سکونت گاه ایرانیان در پای فلات ایران بود بدست آمد. سفال‌های شوش نه تنها مربوط به خود شوش است بلکه سفالینه‌هایی که از تپه موسیان در ۱۶۰ کیلومتری شوش و از سومر و تل حلف در عراق و از شمال غربی هندوستان و بلوچستان، یا از فلات ایران در تپه گیان و تپه حصار و تورنگ تپه و تپه سیلک، یا در بخش شرق تا آنائو که امروز در ترکستان روسیه‌است جزو طبقه سفال‌های شوش نامیده می‌شود. سفالهایی که بنام شوش نخست معروف است متعلق به زمانی است که از ۳۵۰۰ تا در حدود ۲۵۰۰ پیش از میلاد مسیح می‌باشد. در اینجا باید متذکر شد که مردمانی با تمدن نوسنگی نیز در ایالت کانسوی چین پیدا شدند و ظروف سفالی آن‌ها ویژگی‌هایی همانند ظروف سفالی شوش از لحاظ روش و فن تولید دارد.